# Dowództwo Południowe (Izrael)
Dowództwo Południowe (hebr. פיקוד הדרום, Pikud ha-Darom; w skrócie פד"מ, Padam) – sztab dowodzący jednostkami Sił Obronnych Izraela w południowej części państwa Izrael. Jego obszarem strategicznego dowodzenia jest pustynia Negew, otoczenie Strefy Gazy, oraz rejon miasta Ejlat.

## Historia
Dowództwo Południowe od 1948 miało za zadanie obronę pustyni Negew i zabezpieczenie granicy z Egiptem na półwyspie Synaj. Sztab poprowadził izraelski żołnierzy do pięciu wojen z Egiptem: wojny o niepodległość (1948-49), kryzysu sueskiego (1956), wojny sześciodniowej (1967), wojny na wyczerpanie (1967–1970) i wojny Jom Kipur (1973). Duży zakres odpowiedzialności operacyjnej i wysokie wymagania powodowały częste zmiany na stanowiskach dowódczych. Po zawarciu w 1979 Traktatu pokojowego izraelsko-egipskiego sytuacja na froncie południowym uspokoiła się, i działalność Dowództwa Południowego ograniczyła się do strzeżenia granic państwa przed przemytnikami oraz zapewnienia bezpieczeństwa w rejonie Strefy Gazy.
Podczas intifady Al-Aksa (2000−2005) Dowództwo podjęło na szeroką skalę działania antyterrorystyczne wymierzone przeciwko palestyńskim organizacjom terrorystycznym Hamas i Islamski Dżihad. Organizacje te rozwinęły swoją działalność terrorystyczną w gęsto zaludnionym obszarze Strefy Gazy. Pośrodku gęstej zabudowy mieszkalnej znajdowały się ukryte wytwórnie broni oraz obozy szkoleniowe terrorystów. Specyfika terenu wymuszała na izraelskim dowództwie poszukiwania metod prowadzenia operacji wojskowych z jak najmniejszym narażeniem ludności cywilnej. Walki w Strefie Gazy stały się szczególnie intensywne po 2004. Izraelskie wojska przeprowadzały krótkie wypady kolumnami pancernymi, powietrzne bombardowania pojedynczych celów oraz przeprowadzały akcje sił specjalnych (najczęściej zabójstwa dowódców organizacji terrorystycznych). Podjęto także wysiłki wykrywania i niszczenia podziemnych tuneli przemytniczych na granicy Strefy Gazy z Egiptem. W tym celu powstały specjalistyczne jednostki inżynieryjne.
Działania w Strefie Gazy były przyczyną dużych strat ludności palestyńskiej, nie zdołały jednak powstrzymać aktywności terrorystów, którzy od 2001 regularnie ostrzeliwali Izrael przy pomocy rakiet Kassam. Aby powstrzymać ostrzał izraelska armia wielokrotnie niszczyła liczne domy w południowej części Strefy Gazy. Niektóre z tych domów stanowiły ukrycie dla wejść do podziemnych tuneli przemytniczych, którymi przemycano do Strefy Gazy broń i materiały wybuchowe. W 2005 Dowództwo Południowe było zaangażowane w realizację planu Ariela Szarona jednostronnego wycofania się ze Strefy Gazy. Ewakuowano wówczas wszystkie osiedla żydowskie ze Strefy Gazy. Wycofanie nie przyniosło jednak oczekiwanej poprawy bezpieczeństwa, i palestyńscy terroryści nadal ostrzeliwują Izrael. Było to jednym z powodów przeprowadzenia w grudniu 2008 operacji Płynny Ołów.

## Zadania
Dowództwo Południowe odpowiada za bezpieczeństwo południowej części kraju, w szczególności za zabezpieczenie granicy z Egiptem (około 240 km) i Jordanią (około 400 km). Obszar strategicznego działania obejmuje pustynię Negew, obszar Arawa z miastem Ejlat i rejon Strefy Gazy. W warunkach pokoju Dowództwo przygotowuje oraz szkoli jednostki na wypadek wojny lub konfliktu. W sytuacji konfliktu realizuje rozkazy Sztabu Generalnego Sił Obronnych Izraela, dowodząc i nadzorując działaniami podległych sobie jednostek bojowych na froncie południowym.
W obszarze odpowiedzialności znajdują się przejścia graniczne: Erez, Karni, Sufa, Kerem Szalom, Netafim, Nitsana, Taba i Wadi Arawa.

## Struktura

### Jednostki

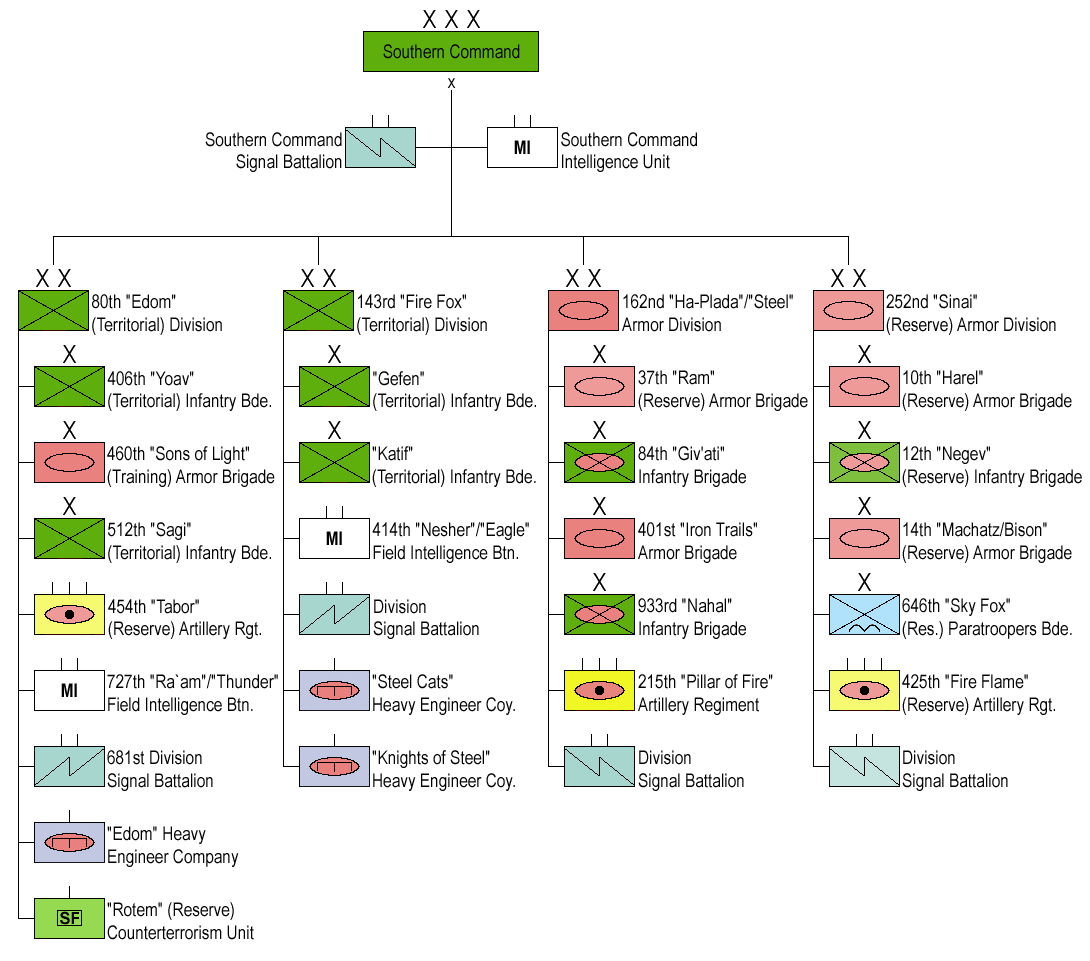
Struktura Dowództwa Południowego

Dowództwu Południowemu podlegają:
| Nazwa                | Symbol |                                                                                         |
| -------------------- | ------ | --------------------------------------------------------------------------------------- |
| Dywizja operacyjna   |        |                                                                                         |
| 162 Dywizja Pancerna |        | Skład: - Brygada Nachal - Brygada Giwati - 401 Brygada Pancerna - 215 Brygada Artylerii |
| Dywizje terytorialne |        |                                                                                         |
| 143 Dywizja Gaza     |        | Skład: - Brygada Gefen - Brygada Katif                                                  |
| 80 Dywizja Edom      |        | Skład: - 460 Brygada Pancerna - Brygada Jo’aw - Brygada Paran                           |
| Dywizja rezerwowa    |        |                                                                                         |
| 252 Dywizja Synaj    |        |                                                                                         |

## Szefowie Dowództwa Południowego
- Jigal Allon (1948–1949)
- Icchak Rabin (1949)
- Mosze Dajan (1949–1951)
- Mosze Sadok (1951–1954)
- Ja’akow Peri (1954)
- Me’ir Amit (1955–1956)
- Asaf Simchoni (1956)
- Chajjim Laskow (1956–1958)
- Chaim Herzog (1958)
- Awraham Joffe (1958–1962)
- Cwi Zamir (1962–1964)
- Jeszajahu Gawisz (1965–1969)
- Ariel Szaron (1969c1973)
- Szemu’el Gonen (1973)
- Chajjim Bar-Lew (1973)
- Jisra’el Tal (1973–1974)
- Awraham Adan (1974)
- Jekuti’el Adam (1974–1976)
- Szafir Herzl (1976–1978)
- Dan Szomron (1978–1982)
- Chajjim Erez (1982–1983)
- Mosze Bar Kochba (1983–1986)
- Uri Sagi (1986)
- Jicchak Mordechaj (1986–1989)
- Mattan Wilnaj (1989–1994)
- Sza’ul Mofaz (1994–1996)
- Szelomo Janaj (1996–1997)
- Jom–Tow Samia (1997–2000)
- Doron Almog (2000–2003)
- Dan Harel (2003–2005)
- Jo’aw Galant (2005–2010)
- Tal Ruso (2010–2013)[9]
- Sami Turdżeman (od 2013)[10]